# 横川ダム (福島県)
横川ダム（よこかわダム）は、福島県南相馬市原町区馬場にある、二級河川太田川水系太田川に建設されたダムである。

## 概要
原町区西部の阿武隈高地山中にある、高さ78.5mの重力式コンクリートダムである。福島県によって事業化が行われ、その後当時の原町市、後の市町村合併により現在では南相馬市が管理を行っている。クレスト部には赤いラジアルゲートが2門設置されている。
太田川水系流域の旧原町市南部では年間1000万立方メートルと推定される地下水の過剰組み上げにより、1960年（昭和35年）頃から地下水位の低下に伴う地盤沈下が約2500haの地域で見られるようになった。特に国鉄（現在のJR東日本）常磐線磐城太田駅周辺の大甕地区や米々沢地区では顕著であり、1969年（昭和44年）度頃から家屋の損壊や水路の通水不能、道路の破壊が見られるようになった。累計沈下量は約2mに達し、1974年（昭和49年）には年間2200万立方メートルと揚水量が2倍以上となり、原因は水稲作付面積の拡大と工業用水の需要拡大と考えられたため、地下水に変わる水源を新たに得る必要があった。
このことから1976年（昭和51年）度より福島県による県営地盤沈下対策事業により当ダムの建設が着手され、1984年（昭和59年）に竣工した。工業用水は県営原町工業用水道により、1日あたり34,000立方メートルの工業用水が市内の地下水利用企業と原町火力発電所に、農業用水は最大毎秒2.028立方メートルが市内南部の地盤沈下激甚区域に供給されるようになった。
1974年（昭和49年）12月には原町市公害対策条例の一部が改正され、市街地を中心とした約93平方キロメートルの地域が地下水採取規制区域に指定された。福島県もそれに続き、工業用水法の指定地域内で揚水設備を設置する場合には許可を受けなければならないように定めた。
ダム建設による水源転換以降、観測用井戸の地下水位が急激に上昇し地盤沈下現象も沈静化している
。
2019年10月12日、令和元年東日本台風（台風19号）の接近に伴い、緊急放流が行なわれた。

## 福島第一原子力発電所事故関連
- 横川ダム一帯は、2011年の福島第一原子力発電所事故の発生に伴い、同年9月30日にかけて緊急避難準備区域の指定を受けた[5]。その後は、地域を復旧する支援の一環として文部科学省、復興庁、原子力被災者生活支援チーム、原子力災害現地対策本部、環境省等が定期的に水質、底質における放射性物質等の濃度測定を行っている[6]。

## その他
- 当ダムの管理事務所にてダムカードの配布が行われている。

## 近隣
- 福島県道49号原町浪江線 - 原町区市街地から西進し当ダムに至る県道であり、滝トンネルを含むダム周辺の区間は水没による付替が行われた路線である。更に太田川上流にそって進むと鉄山ダムに至る。